# تامارا تیونی
تامارا تیونی (به انگلیسی: Tamara Tunie) (زاده ۱۴ مارس ۱۹۵۹) بازیگر آمریکایی است.
از فیلم‌های معروف او می‌توان به بازی در فیلم ولنتاین غارنشین است و جاده سرخ اشاره کرد.